# Riezupe
Riezupe este o arie protejată (arie specială de conservare — SAC, sit de importanță comunitară — SCI, arie de protecție specială avifaunistică — SPA) din Letonia întinsă pe o suprafață de 451,28 ha, integral pe uscat.

## Localizare
Centrul sitului Riezupe este situat la coordonatele 56°59′53″N 22°00′06″E / 56.9981°N 22.0016°E.

## Înființare
Situl Riezupe a fost declarat arie de protecție specială avifaunistică în octombrie 2002 pentru a proteja 21 de specii de animale. Alte tipuri de protecție:
- sit de importanță comunitară (în mai 2004)
- arie specială de conservare (în mai 2004)[1][3][4]

## Biodiversitate
Situată în ecoregiunea boreală, aria protejată conține 11 habitate naturale: Cursuri de apă de la nivel de câmpie la nivel montan, cu vegetație Ranunculion fluitantis și Callitricho-Batrachion, Pajiști uscate seminaturale și facies de acoperire cu tufișuri pe substraturi calcaroase (Festuco-Brometalia) (* situri importante pentru orhidee), Izvoare fino-scandinave și mlaștini produse de izvoare bogate în minerale, Izvoare petrifiante cu formare de travertin (Cratoneurion), Pante stâncoase silicioase cu vegetație casmofită, Peșteri inaccesibile publicului, Taiga vestică, Păduri caducifoliate de mlaștină fino-scandinave, Păduri de stejar sau de stejar și carpen sub-atlantice și medio-europene de Carpinion betuli, Păduri pe pante, grohotișuri și ravene de Tilio-Acerion, Păduri aluvionare cu Alnus glutinosa și Fraxinus excelsior (Alno-Padion, Alnion incanae, Salicion albae).
La baza desemnării sitului se află mai multe specii protejate:
- păsări (11): pescăruș albastru (Alcedo atthis), cocoșul de mesteacăn (Bonasa bonasia), ciocănitoare cu spate alb (Dendrocopos leucotos), ciocănitoarea de stejar (Dendrocopos medius), ciocănitoare neagră (Dryocopus martius), muscar (Ficedula parva), ciuvică (Glaucidium passerinum), cocor (Grus grus), sfrâncioc roșiatic (Lanius collurio), ciocănitoare de munte (Picoides tridactylus), ciocănitoare verzuie (Picus canus)
- mamifere (2): vidră de râu (Lutra lutra), liliac de iaz (Myotis dasycneme)
- nevertebrate (2): Osmoderma barnabita, Unio crassus
- pești (6): zvârluga (Cobitis taenia), zglăvoacă (Cottus gobio), Lampetra fluviatilis, cicar (Lampetra planeri), boarță (Rhodeus amarus), somonul (Salmo salar)

Pe lângă speciile protejate, pe teritoriul sitului au mai fost identificate 47 de specii de plante, 1 specie de păsări, 2 specii de amfibieni, 10 specii de mamifere, 25 de specii de nevertebrate, 5 specii de pești.